# 金斯敦堂區
金斯敦堂區（英語：Kingston Parish）是牙買加的14個堂區之一，屬於薩里郡的一部分，位於該國東南部，南臨加勒比海，北面、東面和西面是聖安德魯堂區，首府設於金斯敦，面積21.8平方公里，2001年人口96,052。
17°58′N 76°48′W / 17.967°N 76.800°W